# Song Kyung-taek
Song Kyung-taek (ur. 7 października 1983) – południowokoreański łyżwiarz szybki, specjalizujący się w short tracku, medalista mistrzostw świata.

## Osiągnięcia
| Rok | Zawody                       | Miasto    | Miejsce | Konkurencja | Wynik    | Źródło |
| --- | ---------------------------- | --------- | ------- | ----------- | -------- | ------ |
| 2005 | Mistrzostwa świata           | Pekin     | 10.     | 500 m       | 0:42,430 | [ 1 ]  |
| 2005 | Mistrzostwa świata           | Pekin     | 14.     | 1000 m      | 1:31,120 | [ 1 ]  |
| 2005 | Mistrzostwa świata           | Pekin     | 7.      | 1500 m      | DSQ      | [ 1 ]  |
| 2005 | Mistrzostwa świata           | Pekin     | 11.     | wielobój    | 0 (31)   | [ 1 ]  |
| 2005 | Mistrzostwa świata           | Pekin     | 2.      | sztafeta    | 6:40,020 | [ 2 ]  |
| 2007 | Mistrzostwa świata           | Mediolan  | 4.      | 500 m       | 0:41,758 | [ 3 ]  |
| 2007 | Mistrzostwa świata           | Mediolan  | 10.     | 1000 m      | DSQ      | [ 3 ]  |
| 2007 | Mistrzostwa świata           | Mediolan  | 6.      | 1500 m      | DSQ      | [ 3 ]  |
| 2007 | Mistrzostwa świata           | Mediolan  | 4.      | wielobój    | 42       | [ 3 ]  |
| 2007 | Mistrzostwa świata           | Mediolan  | 1.      | sztafeta    | 6:55,399 | [ 3 ]  |
| 2007 | Drużynowe mistrzostwa świata | Budapeszt | 2.      | sztafeta    | 33       | [ 4 ]  |
| 2008 | Mistrzostwa świata           | Gangneung | 3.      | 500 m       | 0:42,632 | [ 5 ]  |
| 2008 | Mistrzostwa świata           | Gangneung | 3.      | 1000 m      | 1:26,615 | [ 6 ]  |
| 2008 | Mistrzostwa świata           | Gangneung | 1.      | 1500 m      | 2:18,916 | [ 7 ]  |
| 2008 | Mistrzostwa świata           | Gangneung | 3.      | wielobój    | 62       | [ 8 ]  |
| 2008 | Mistrzostwa świata           | Gangneung | 1.      | sztafeta    | 6:51,147 | [ 9 ]  |
| 2008 | Drużynowe mistrzostwa świata | Harbin    | 3.      | sztafeta    | 30       | [ 10 ] |
| Pochyloną czcionką oznaczono wynik z ostatniego etapu danej konkurencji, z udziałem tego samego zawodnika/zawodników, z wykluczeniem etapu finałowego. Wartości cyfrowe podawane w nawiasie, w wynikach uzyskiwanych w konkurencji wieloboju, oznaczają sumę pozycji zajmowanych w klasyfikacji końcowej na dystansie 500, 1000 i 1500 metrów. Wartość PEN oznacza karę, której działanie jest praktycznie tożsame z dyskwalifikacją. |                              |           |         |             |          |        |